# Bombardamento di Helsinki
Helsinki, la capitale della Finlandia, venne ripetutamente bombardata durante la seconda guerra mondiale. Tra il 1939 e il 1944, la Finlandia venne sottoposta a una serie di campagne di bombardamento da parte dell'Unione Sovietica. Le più grandi furono tre incursioni nel febbraio 1944, che vennero chiamate le grandi incursioni contro Helsinki.

## La difesa aerea di Helsinki

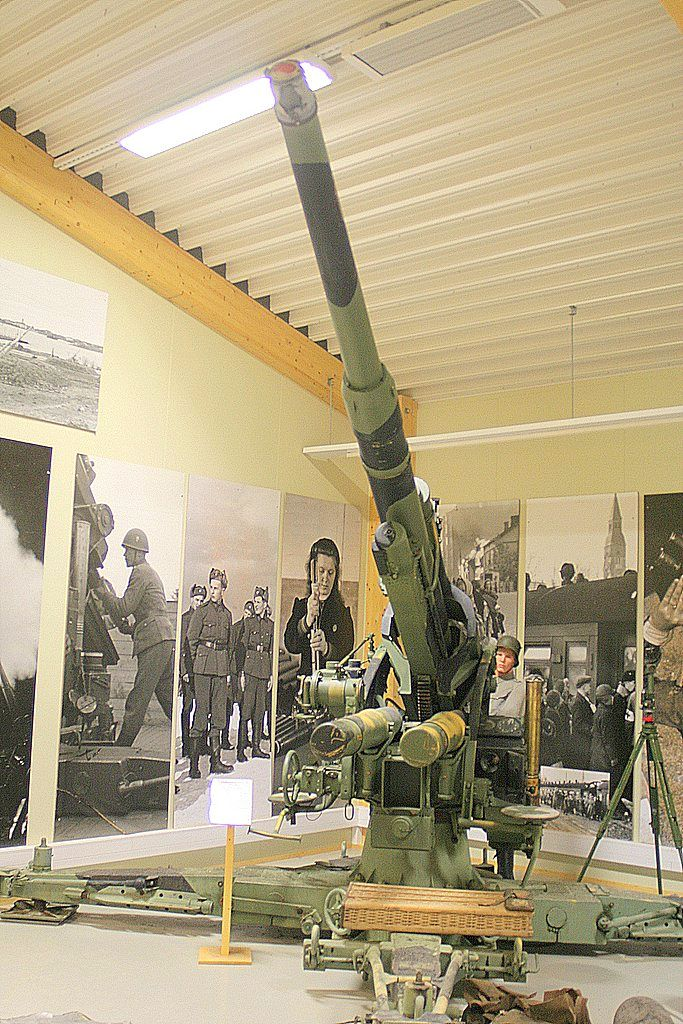
Un cannone AA da 88 mm al museo antiaereo finlandese.

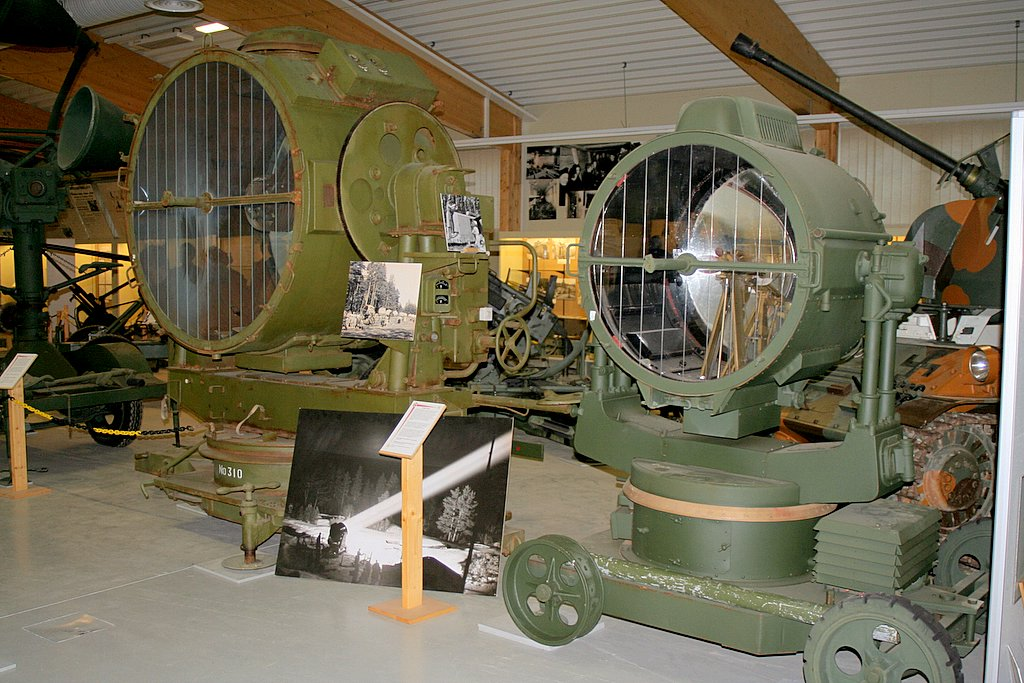
Proiettori al museo antiaereo finlandese.

Nell'autunno del 1939, Helsinki era protetta dal "1º reggimento antiaereo", composto da quattro batterie antiaeree pesanti da tre a quattro cannoni ciascuna, una batteria contraerea leggera e una compagnia di mitragliatrici contraeree.
La difesa aerea di Helsinki venne notevolmente rafforzata dalla primavera del 1943 in poi sotto la guida del colonnello Pekka Jokipaltio. Durante la guerra di continuazione, la Germania fornì due radar di preallarme e quattro radar posa armi a Helsinki, inoltre vennero collocati anche 18 cannoni pesanti AA da 88 mm. Le nuove batterie da sei cannoni vennero raggruppate a Lauttasaari, Käpylä e a Santahamina. Nel febbraio 1944 Helsinki era protetta da 13 batterie AA leggere e pesanti. Le difese aeree includevano 77 cannoni antiaerei pesanti, 41 cannoni antiaerei leggeri, 36 proiettori, 13 localizzatori acustici e 6 radar oltre agli osservatori visivi e alle unità antiaeree della Marina finlandese. La Germania fornì anche un po' di caccia notturni da supporto contro le incursioni aeree sovietiche.
Il sistema di comando della difesa aerea era basato sul sistema tedesco ed era abbastanza efficace: il personale chiave era stato addestrato in Germania. La carenza di manodopera fece sì che la difesa aerea utilizzasse anche ragazzi volontari di 16 anni della Suojeluskunta (Guardia Bianca) per equipaggiare le armi e ragazze dell'organizzazione Lotta Svärd per equipaggiare i riflettori.
I tedeschi avevano anche stanziato un'unità di caccia notturni, composta da 12 caccia notturni Bf 109G-6 modificati a Helsinki il 12 febbraio 1944 e la nave da caccia notturna Togo navigò nel Golfo di Finlandia tra Tallinn ed Helsinki.
Le difese aeree di Helsinki diederò la priorità ad impedire ai bombardieri di raggiungere la città rispetto alla distruzione di obiettivi aerei. In un tipo speciale di sbarramento, diverse batterie avrebbero sparato un muro di contraerea davanti ai bombardieri in avvicinamento nel tentativo di spaventarli affinché lasciassero cadere i loro carichi utili troppo presto e si staccassero. I proiettili AA erano stati improvvisati perforando il foro della spoletta più grande e riempiendo lo spazio extra con magnesio mescolato con alluminio, trasformando la loro esplosione da un rosso opaco a un bruciante bianco.

## Gruppo di bombardamento a lungo raggio sovietico (ADD)

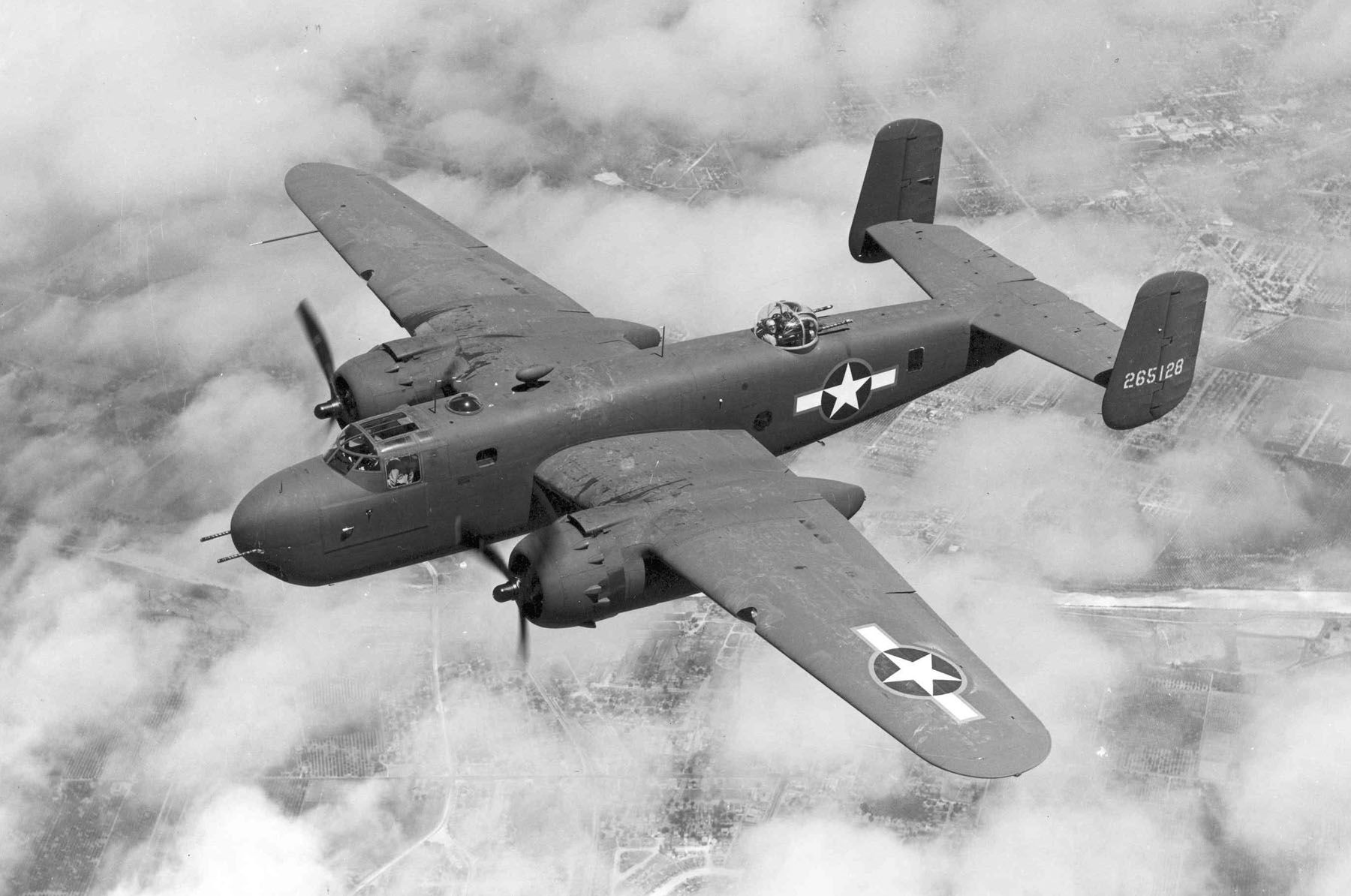
Un B-25 americano, uno dei principali bombardieri Lend Lease usati dall'aviazione sovietica per bombardare Helsinki.

Il bombardamento della Finlandia venne generalmente condotto dal gruppo di bombardamento e ricognizione a lungo raggio dell'aeronautica militare sovietica (VVS), l'Aviacija Dal'naja Deystviya (ADD). Questo gruppo era direttamente subordinato allo Stavka. Durante i bombardamenti di febbraio del 1944, l'ADD venne rinforzato con altre unità. Il comandante dell'ADD era il maresciallo Aleksandr Golovanov. A volte i bombardamenti venivano effettuati anche dal VVS e dal BF (gruppo aereo della flotta del Baltico).
La flotta di bombardieri sovietici era molto varia. La maggior parte degli aerei erano bombardieri bimotore Ilyushin-4, Lisunov Li-2, North American B-25 Mitchell e Douglas A-20. I B-25 e gli A-20 erano stati forniti all'Unione Sovietica come materiale Lend Lease dagli Stati Uniti. Il Lisunov Li-2 era una versione sovietica del bombardiere americano Douglas DC-3. Ai bombardamenti parteciparono anche alcuni bombardieri quadrimotori pesanti, ad es. il Petlyakov Pe-8.

## La difesa civile
Prima della guerra, Helsinki aveva un sistema di protezione civile piuttosto esteso. Con un decreto cittadino del 1934, vennero costruiti rifugi antiaerei in tutti gli scantinati dei grattacieli. Si trattava semplicemente di stanze seminterrate con pareti rinforzate per resistere agli impatti delle bombe nelle vicinanze. Tutti gli edifici dovevano avere un supervisore della protezione civile nominato che non fosse nelle riserve o nelle forze armate e come tale era solitamente inadatto al servizio militare. Quella persona aveva il compito di controllare che tutti gli occupanti arrivassero al rifugio in modo ordinato.
C'erano alcuni rifugi più grandi costruiti nella solida roccia, ma non era possibile farvi entrare tutti i cittadini di Helsinki. Alcuni ospedali erano inoltre dotati di rifugi sotterranei in cui i pazienti potevano essere ricollocati durante le incursioni aeree. Altri, come il Children's Hospital, vennero spostati fuori città. Un ospedale era interamente sotterraneo, sotto l'edificio della Croce Rossa finlandese.

## La guerra d'inverno

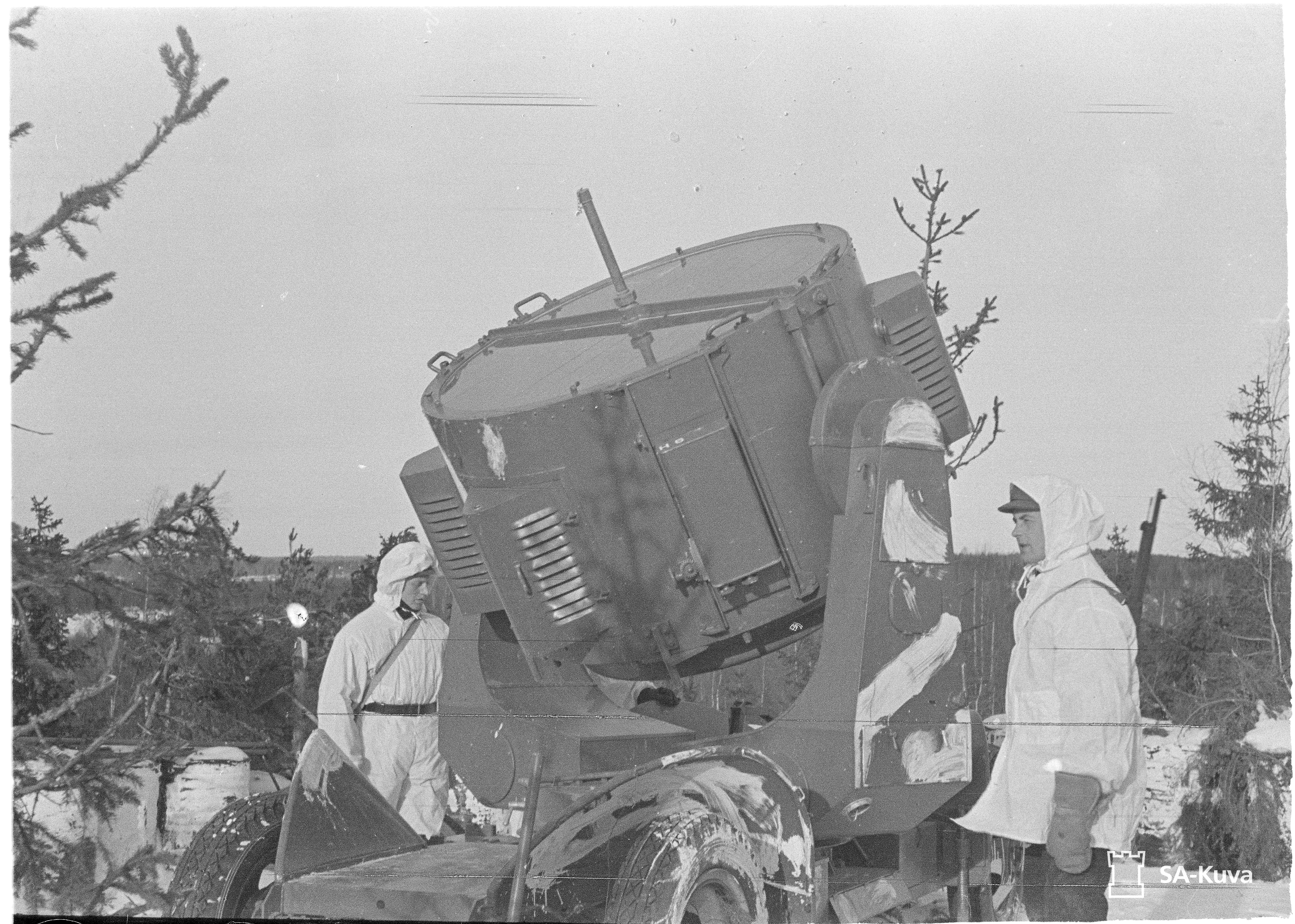
Ricerca antiaerea su Pitkänkallionmäki (Haukilahti, Espoo), febbraio 1940.

Tre ore dopo che le forze sovietiche avevano attraversato il confine e iniziato la guerra d'inverno, gli aerei sovietici bombardarono Helsinki. I bombardamenti più intensi furono durante i primi giorni. Helsinki venne bombardata per un totale di otto volte durante la guerra d'inverno. Circa 350 bombe caddero sulla città, provocando la morte di 97 persone e il ferimento di 260. In tutto vennero distrutti 55 edifici.
I bombardamenti sovietici provocarono dure reazioni all'estero. Il presidente degli Stati Uniti Roosevelt chiese ai sovietici di non bombardare le città finlandesi. Molotov rispose: "Gli aerei sovietici non hanno bombardato città, ma aeroporti, non si vede da 8 000 chilometri di distanza in America".

## La guerra di continuazione
Helsinki se la cavò leggermente meglio durante la guerra di continuazione, poiché i bombardieri sovietici si concentrarono principalmente sulle forze tedesche nei paesi baltici. Helsinki venne bombardata 39 volte durante la guerra di continuazione. 245 persone vennero uccise e 646 ferite, principalmente nelle tre grandi incursioni del 1944.
|                                                                                         | Incursioni | Bombe     | Morti | Feriti |
| --------------------------------------------------------------------------------------- | ---------- | --------- | ----- | ------ |
| Guerra d'inverno                                                                        | 8          | circa 350 | 971   | 260    |
| 1941                                                                                    | 9          | circa 80  | 332   | 210    |
| 1942                                                                                    | 17         | circa 70  | 683   | 167    |
| 1943                                                                                    | 13         | circa 110 | 3     | 21     |
| 1 91 morti il 30 novembre 1939 2 22 morti il 9 luglio 1941 3 51 morti l'8 novembre 1942 |            |           |       |        |

### Il bombardamento dell'8 novembre 1942
Durante il giorno dell'8 novembre 1942, un solitario Petlyakov Pe-2 era in missione di ricognizione su Helsinki. L'aereo sganciò una sola bomba aeronautica all'incrocio tra le strade di Yrjönkatu e Roobertinkatu. Ci furono 51 morti e 120 feriti vicino a un cinema, dove all'epoca era in programmazione il film I tre moschettieri. Pertanto, le vittime erano principalmente bambini e giovani.

### Le grandi incursioni del febbraio 1944
Nel febbraio 1944, l'Unione Sovietica lanciò tre massicci bombardamenti contro Helsinki. L'obiettivo era spezzare lo spirito combattivo finlandese e costringere i finlandesi al tavolo della pace. Le incursioni vennero condotte nelle notti dal 6 al 7, dal 16 al 17 e dal 26 al 27 febbraio. Iosif Stalin ottenne il sostegno britannico e americano per la disposizione alla Conferenza di Teheran nel 1943. In questo modo, i sovietici speravano di costringere la Finlandia a rompere i suoi legami con la Germania ed accettare un accordo di pace.
Nelle tre incursioni del febbraio 1944 le forze di difesa aerea finlandesi contrarono 2 121 bombardieri, che sganciarono più di 16 000 bombe. Dei 34 200 colpi sparati contro i bombardieri, 21 200 erano con artiglieria contraerea pesante e 12 900 con artiglieria contraerea leggera. I finlandesi ingannarono i ricognitori sovietici accendendo fuochi sulle isole fuori città e utilizzando i riflettori solo a est della città, portando così i ricognitori a credere che fosse la città. Solo 530 bombe caddero all'interno della città stessa. La maggior parte della popolazione di Helsinki aveva lasciato la città e le vittime furono inferiori rispetto ad altre città bombardate durante la guerra.
Dei 22-25 bombardieri sovietici persi nelle incursioni, 18-21 vennero distrutti dal fuoco della contraerea e quattro vennero abbattuti dai caccia notturni tedeschi.

#### La prima grande incursione (6-7 febbraio)

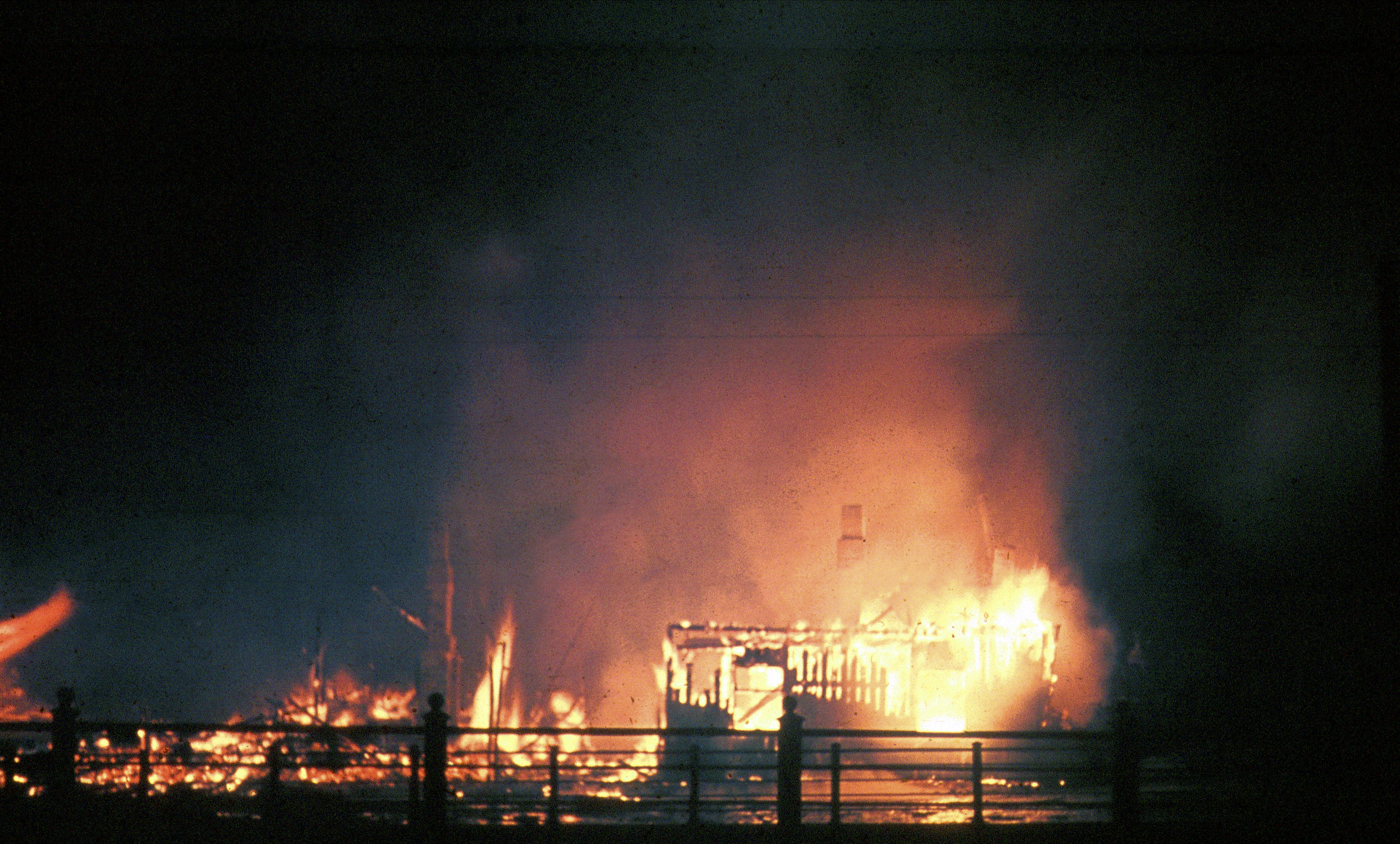
Distruzione dei bombardamenti a Helsinki, la notte tra il 6 e il 7 febbraio 1944.

La prima notte vide la maggior distruzione. Le prime bombe caddero alle 19:23. Circa 350 bombe caddero all'interno della città e circa 2 500 bombe fuori Helsinki. Il numero totale di bombe sganciate (comprese quelle cadute in mare) ammontava a circa 6 990 All'incursione parteciparono circa 730 bombardieri. Essi arrivarono in due ondate: dalle 18:51 alle 21:40 del 6 febbraio e dalle 00:57 alle 04:57 del 7 febbraio. La maggior parte dei danni venne fatta nel distretto di Katajanokka, anche le vie Porthaninkatu, Kasarmikatu, Kaisaniemenkatu e Vuorikatu subirono notevoli danni da bombe e l'Università tecnica (Tekninen korkeakoulu) a Hietalahdentori venne distrutta.
Sebbene fosse stata l'incursione più massiccia, i danni furono ancora una volta piuttosto limitati: 21 persone vennero uccise e 35 ferite; 59 edifici vennero distrutti e 135 danneggiati. La difesa sparò 122 raffiche. L'artiglieria contraerea leggera sparò 2 745 colpi e l'artiglieria contraerea pesante sparò 7 719 colpi. L'aeronautica finlandese non aveva caccia notturni in quel momento. Ci furono 100 morti e 300 feriti. Più di 160 edifici vennero danneggiati, compresa l'ambasciata sovietica, all'angolo tra Bulevardi e Albertinkatu.

#### La seconda grande incursione (16-17 febbraio)
Poiché Tallinn era stata pesantemente bombardata e l'intelligence sottolineò che un'incursione avrebbe potuto essere diretta ad Helsinki, la difesa aerea di Helsinki adottò alcune misure attive. Dopo la prima incursione, un gruppo di 12 caccia notturni tedeschi Messerschmitt Bf 109G-6 con speciali attrezzature per il combattimento notturno venne trasferito all'Aeroporto di Helsinki-Malmi dal fronte estone. Questi riuscirono ad abbattere sei bombardieri durante le due incursioni successive. Le batterie antiaeree spararono 184 raffiche ed abbatterono due bombardieri. Le batterie AA pesanti spararono 12 238 colpi e le batterie AA leggere spararono 5 709 colpi.
La maggior parte della popolazione di Helsinki si era evacuata volontariamente in campagna e il resto era pronto a rifugiarsi al primo avvertimento, il che ridusse significativamente le vittime. Questa volta parteciparono 383 bombardieri. Mentre 4 317 bombe caddero sulla città, sul mare e nei dintorni, solo 100 bombe caddero all'interno della città. L'allarme venne lanciato alle 20:12 e i bombardieri si avvicinarono di nuovo in due ondate: 20:12–23:10 del 16 febbraio e 23:45–05:49 del 17 febbraio. La prima ondata cercò di concentrare i bombardamenti avvicinandosi da diverse direzioni. Nella seconda ondata, gli aerei arrivarono in gruppi più piccoli da est. L'intelligence finlandese aveva intercettato i messaggi un'ora e 40 minuti prima dell'incursione e aveva avvertito la difesa aerea, che aveva avuto il tempo di prepararsi. La difesa aerea lanciò l'allarme 49 minuti prima dell'incursione. Il radar rilevò il primo aereo 34 minuti prima dell'inizio dei bombardamenti.
Questa volta, le cifre sulle vittime erano molto inferiori: 25 morti e 29 feriti. 27 edifici vennero distrutti e 53 vennero danneggiati.

#### La terza grande incursione (26-27 febbraio)

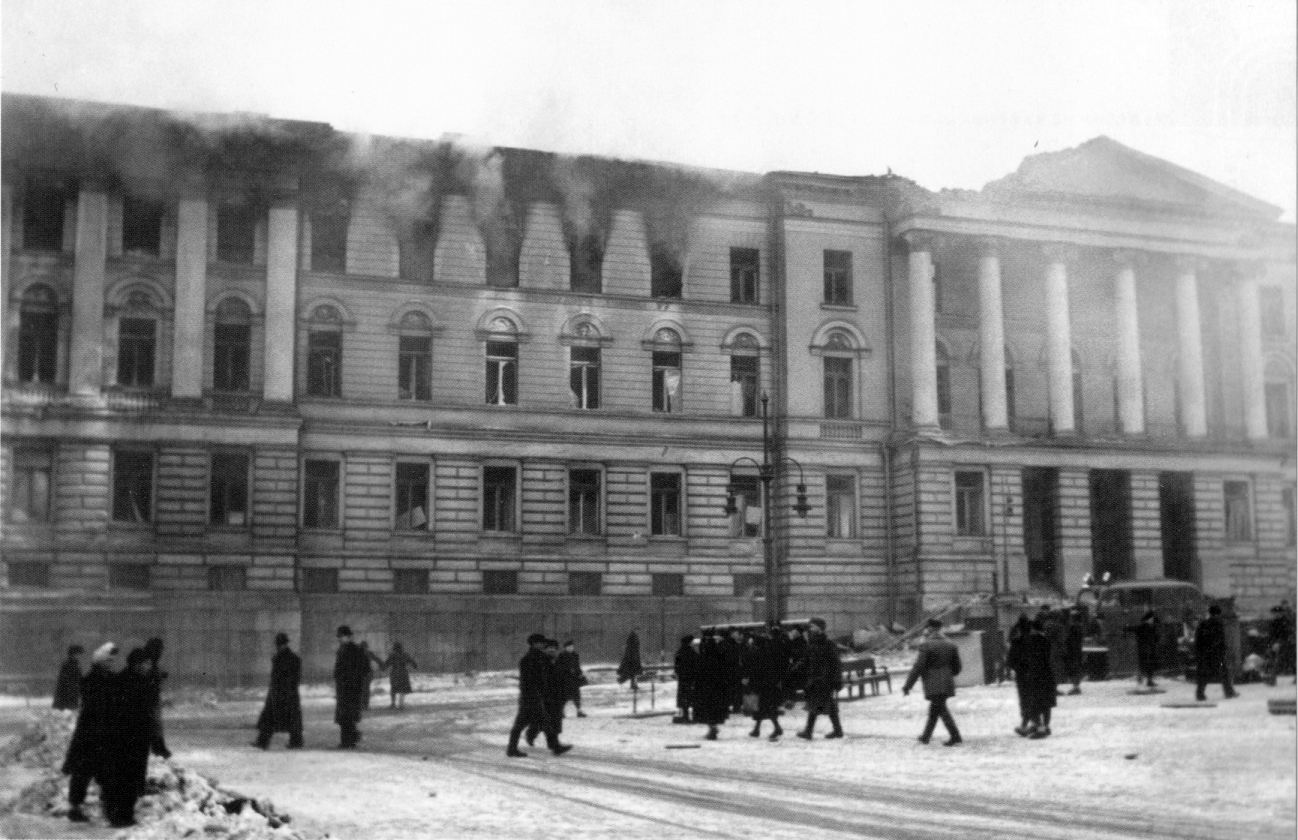
L'edificio principale dell'Università di Helsinki dopo la terza incursione.

La sera del 26 febbraio, un solo aereo da ricognizione sovietico venne avvistato sulla città. Era un segno dell'imminente attacco. Il tempo era sereno, il che aiutò gli aggressori. Ancora una volta, l'intelligence radiofonica finlandese intercettò i messaggi dell'imminente incursione, questa volta 1 ora e 28 minuti prima dell'inizio dei bombardamenti, ma i sovietici cercarono di mantenere il silenzio radio.
Cinque minuti dopo, la rete di sorveglianza aerea, presidiata da ausiliari della Lotta Svärd, riiferì di bombardieri in avvicinamento. Un allarme silenzioso venne lanciato in città in tempo utile prima dell'incursione. I lampioni vennero spenti, tram e treni vennero fermati e le trasmissioni radiofoniche vennero terminate. In tal modo, il nemico aveva più difficoltà a trovare il suo obiettivo. Tutti i cittadini sapevano che dovevano mettersi al riparo.
I primi bombardieri vennero rilevati dal radar finlandese intorno alle 18:30, 25 minuti prima del loro arrivo. Pochi minuti dopo, i caccia notturni decollarono e volarono verso le loro posizioni prestabilite. Anche l'artiglieria contraerea era stata allertata. L'allarme antiaereo venne lanciato alle 18:45. Le batterie AA aprirono il fuoco alle 18:53. Alle 19:07 caddero le prime bombe.
Quest'ultima grande incursione differiva dalle due precedenti. La battaglia durò circa 11 ore e venne suddivisa in tre diverse fasi. La prima era serale, durò quattro ore e concentrò gli attacchi contro la città. La seconda si concentrò principalmente sull'artiglieria contraerea in difesa ma con scarso successo. L'ultima ondata sperava di radere al suolo finalmente la città, ma la maggior parte degli aerei si voltò quando si scontrò con feroci sbarramenti antiaerei e caccia notturni. Il segnale di cessato allarme venne finalmente dato verso le 6:30 del mattino del 27 febbraio.

#### I danni delle grandi incursioni
Helsinki e molte altre città europee subirono i bombardamenti durante la seconda guerra mondiale, la capitale finlandese se la cavò meglio di molte altre grazie all'efficienza delle sue misure antiaeree e d'inganno. Solo il 5% delle bombe cadde all'interno della città e alcune di queste caddero in aree disabitate del parco provocando pochi danni. Circa 2 000 bombardieri parteciparono alle tre grandi incursioni sulla città e sganciarono circa 2 600 tonnellate di bombe. Dei 146 morti, sei erano soldati; 356 rimasero feriti. 109 edifici vennero distrutti. 300 vennero danneggiati da schegge e 111 vennero dati alle fiamme. L'aviazione sovietica perse 25 aerei. L'ambasciata sovietica all'angolo tra Bulevarden e Albertsgatan venne colpita dalle bombe e completamente bruciata.
Dopo la guerra, la Commissione di controllo alleata guidata dal generale sovietico Andrej Ždanov venne a Helsinki. Ždanov era perplesso per i limitati danni che la città aveva subito. La dirigenza sovietica pensava di aver distrutto completamente la città e che i bombardamenti avessero costretto i finlandesi al tavolo della pace.

### La risposta finlandese
L'aeronautica finlandese rispose alle incursioni aeree con una serie di bombardamenti notturni d'infiltrazione sugli aeroporti dell'ADD vicino a Leningrado. Bombardieri finlandesi, Junkers Ju 88, Bristol Blenheim e Dornier Do 17, seguirono o in alcuni casi si unirono persino in formazione con i bombardieri sovietici di ritorno sul Golfo di Finlandia e li seguirono alle loro basi. Una volta che la maggior parte dei bombardieri sovietici fu atterrata, i bombardieri finlandesi si avvicinarono per bombardare sia i bombardieri sovietici sbarcati che quelli ancora in atterraggio e poi fuggirono nella confusione che ne seguì. Il primo grande bombardamento notturno d'infiltrazione ebbe luogo il 9 marzo 1944 e durò fino al maggio 1944. Le vittime sovietiche delle incursioni non potevano essere stimate in modo affidabile.